# Les Chasseurs de lions

Les Chasseurs de lions est un film muet français réalisé par Louis Feuillade et sorti en 1913.

## Fiche technique
- Réalisation et scénario : Louis Feuillade
- Société de production : Société des Établissements L. Gaumont
- Format : Muet - Noir et blanc - 1,33:1 - 35 mm
- Genre : Film dramatique
- Durée : inconnue
- Date de sortie : France : juin 1913

## Distribution
- René Navarre : Moreno
- Miss Édith : sa femme
- Yvette Andréyor : sa fille
- Edmond Bréon
- Laurent Morléas
- Nelly Palmer
- René Sablon